# 1. Division (Luxemburg) 1922/23
Die 1. Division 1922/23 war die 13. Spielzeit der höchsten luxemburgischen Fußballliga.
Red Boys Differdingen gewann den ersten Titel in der Vereinsgeschichte.

## Abschlusstabelle
| Pl. | Verein                       | Sp. | S  | U | N  | Tore    | Quote | Punkte |
| --- | ---------------------------- | --- | -- | - | -- | ------- | ----- | ------ |
| 1.  | Red Boys Differdingen        | 14  | 10 | 3 | 1  | 052:200 | 2,60  | 23:50  |
| 2.  | Stade Düdelingen             | 14  | 9  | 4 | 1  | 036:170 | 2,12  | 22:60  |
| 3.  | Fola Esch (M)                | 14  | 7  | 2 | 5  | 044:270 | 1,63  | 16:12  |
| 4.  | Jeunesse Esch                | 14  | 6  | 2 | 6  | 032:360 | 0,89  | 14:14  |
| 5.  | US Hollerich/Bonneweg        | 14  | 6  | 2 | 6  | 029:410 | 0,71  | 14:14  |
| 6.  | Sporting Club Luxemburg      | 14  | 5  | 2 | 7  | 026:350 | 0,74  | 12:16  |
| 7.  | Racing Club Luxemburg (P, N) | 14  | 4  | 3 | 7  | 031:270 | 1,15  | 11:17  |
| 8.  | SC Tétange (N)               | 14  | 0  | 0 | 14 | 010:570 | 0,18  | 0:28   |

| (M) | amtierender Meister             |
| (P) | amtierender Pokalsieger         |
| (N) | Neuaufsteiger aus der Promotion |

### Kreuztabelle
Die Kreuztabelle stellt die Ergebnisse aller Spiele dieser Saison dar. Die Heimmannschaft ist in der linken Spalte, die Gastmannschaft in der oberen Zeile aufgelistet.
| 1922/23                 | Red Boys Differdingen | Stade Düdelingen | Fola Esch | JEU | US Hollerick/Bonneweg | Sporting Club Luxemburg | Racing Club Luxemburg | SC Tétange |
| ----------------------- | --------------------- | ---------------- | --------- | --- | --------------------- | ----------------------- | --------------------- | ---------- |
| Red Boys Differdingen   |                       | 1:1              | 1:4       | 3:1 | 5:1                   | 4:0                     | 5:0                   | 6:1        |
| Stade Düdelingen        | 2:2                   |                  | 2:1       | 1:1 | 6:1                   | 3:1                     | 3:1                   | 2:1        |
| Fola Esch               | 3:4                   | 3:4              |           | 6:3 | 10:3                  | 0:1                     | 2:2                   | 4:0        |
| Jeunesse Esch           | 3:5                   | 1:3              | 2:3       |     | 3:0                   | 4:2                     | 1:0                   | 2:0        |
| US Hollerick/Bonneweg   | 1:4                   | 1:0              | 1:1       | 2:3 |                       | 4:1                     | 2:1                   | 5:1        |
| Sporting Club Luxemburg | 1:7                   | 2:2              | 3:2       | 3:3 | 2:3                   |                         | 1:0                   | 6:0        |
| Racing Club Luxemburg   | 2:2                   | 1:4              | 0:2       | 5:1 | 3:3                   | 2:0                     |                       | 6:0        |
| SC Tétange              | 0:3                   | 0:3              | 1:3       | 3:4 | 1:2                   | 1:3                     | 1:8                   |            |